# Lista dos deputados federais de Santa Catarina - 40ª legislatura (1955 — 1959)
Lista dos deputados federais de Santa Catarina - 40ª legislatura (1955 — 1959).
| Nº | Deputado                            | Partido |
| -- | ----------------------------------- | --- |
| 1  | Joaquim Fiuza Ramos                 | Aliança Social Trabalhista: Partido Social Democrático (1945-2003)(PSD) - Partido Trabalhista Brasileiro (PTB) |
| 2  | Leoberto Leal                       | Aliança Social Trabalhista: Partido Social Democrático (1945-2003)(PSD) - Partido Trabalhista Brasileiro (PTB) |
| 3  | Aderbal Ramos da Silva              | Aliança Social Trabalhista: Partido Social Democrático (1945-2003)(PSD) - Partido Trabalhista Brasileiro (PTB) |
| 4  | Atílio Fontana                      | Aliança Social Trabalhista: Partido Social Democrático (1945-2003)(PSD) - Partido Trabalhista Brasileiro (PTB) |
| 5  | Nereu Ramos                         | Aliança Social Trabalhista: Partido Social Democrático (1945-2003)(PSD) - Partido Trabalhista Brasileiro (PTB) |
| 6  | Jorge Lacerda                       | União Democrática Nacional (UDN)                                                                               |
| 7  | Afonso Guilhermino Wanderley Júnior | União Democrática Nacional (UDN)                                                                               |
| 8  | Waldemar Rupp                       | União Democrática Nacional (UDN)                                                                               |
| 9  | Hercílio Deeke                      | União Democrática Nacional (UDN)                                                                               |
| 10 | Antônio Carlos Konder Reis          | União Democrática Nacional (UDN)                                                                               |